# Pleopeltis furcata
Pleopeltis furcata là một loài dương xỉ trong họ Polypodiaceae. Loài này được A.R.Sm. mô tả khoa học đầu tiên năm 2014.